# Ормицкий, Виктор
Виктор Рудольф Ормицкий (до 1924 года Нусбаум; пол. Wiktor Rudolf Ormicki); 1 января 1898, Краков — 17 сентября 1941, концлагере Маутхаузен) — польский географ, картограф, профессор и преподаватель высших учебных заведений: Краковского Ягеллонского университета, Свободного университета в Варшаве, Силезского института педагогики в Катовице, Высшей коммерческой школы в Кракове и Львовского университета. Признанный специалист по экономической географии и демографии.
6 ноября 1939 года в числе 200 польских профессоров Ормицкий был арестован немцами и отправлен в Заксенхаузен. Весной 1940 года после протестов, в том числе Ватикана, некоторые из них из-за плохого состоянии были освобождены из лагеря. Ормицкого, у которого немцы нашли еврейские корни, перевели сперва в Дахау, а затем в Маутхаузен.
В лагере продолжал читать лекции узникам. В условиях концлагеря, холода и недоедания, он не отказался от научной труда, написал работу «О вопросах заселения земного шара» . Перед смертью успел передать тетради со своей работой заключенным немцам, которым было приказано убить профессора.
В. Ормицкий был повешен в сентябре 1941 года в концлагере Маутхаузен.